# Comunità professionale
Una comunità professionale è un luogo di incontro, sia fisico che virtuale, fondato sulla logica dell'apprendimento collaborativo e sullo scambio di esperienze “tra pari”, all'interno della quale gli iscritti possono modulare, a seconda delle proprie esigenze, un percorso di apprendimento e di informazione.

## Comunità Virtuali
Le comunità virtuali possono essere definite quindi come un insieme reale di soggetti (singole persone, aziende, gruppi) che si incontrano su internet all'interno di un ambiente web, realizzato per le loro specifiche esigenze, e che comunicano utilizzando differenti modalità di interazione. Sono distinguibili in comunità di interesse, dove prevale la dimensione informativa, e in comunità di relazione, nelle quali ha un maggior peso quella partecipativa: nello specifico in comunità di apprendimento, comunità di pratiche e comunità professionali.

### Comunità di apprendimento
Questo tipo di comunità si può definire come un gruppo di persone che condivide l'obiettivo di acquisire determinate conoscenze e competenze. A tal fine sono usati, prevalentemente, strumenti per il trasferimento di contenuti e per la valutazione dell'apprendimento. Normalmente queste comunità hanno un ciclo di vita breve legato a specifici progetti di formazione e sono guidate da un tutor formatore affiancato da docenti specialisti.
Le comunità di pratica hanno, soprattutto, l'obiettivo di individuare soluzioni ai problemi, attraverso lo scambio di esperienze. Il ciclo di vita non è definibile a priori in quanto risulta spesso legato alla diffusione di nuovi strumenti o alla innovazione dei processi di lavoro. Sul piano tecnologico si utilizzano banche dati o applicazioni progettate per facilitare la cooperazione e l'individuazione delle soluzioni migliori, cosiddette, best practice, o per sperimentare nuove procedure. Il responsabile della comunità è un tutor consulente che utilizza esperti per la soluzione di specifici problemi.
Le comunità professionali sono finalizzate allo sviluppo di identità collettive legate all'esercizio di una stessa professione o di un ruolo organizzativo. Gli obiettivi sono prevalentemente di condivisione e di utilizzo di competenze affini nello svolgimento del lavoro: linguaggio, conoscenze comuni, codici deontologici, modelli organizzativi, prospettive di lavoro e forme di pensiero relativi al ruolo ricoperto. Il ciclo di vita di una comunità professionale è lungo, poiché legato all'elaborazione di forme di condivisione, partecipazione e apprendimento complesse. Il tutor è un gestore della conoscenza che condivide il ruolo professionale e si avvale di professionisti la cui esperienza sia riconosciuta dalla comunità.

## Lo Statuto della Comunità Professionale
Lo Statuto è un insieme di principi che regolano la comunità professionale e contiene diverse voci, per esempio: le finalità, i componenti, gli organi, l'elezione degli organi, le riunioni del comitato esecutivo, i compiti dei componenti del comitato esecutivo e del segretario, e la modifica dello statuto.

## La Comunità Professionale online
Le comunità professionali utilizzano la rete per scambiarsi informazioni, consigli, esperienze, notizie di eventi. Internet permette di condividere un sapere in crescita e una comunità di pratiche dinamica. La rete cancella le distanze e permette una formazione interattiva e cooperativa. Ecco un esempio di comunità professionale di docenti online.

## Internet come ambiente di apprendimento basato sull'interazione con comunità formali e informali
È opportuno creare le condizioni per un ambiente di apprendimento attivo in cui i membri della comunità da un lato, e le comunità di pratiche dall'altro, cercano di risolvere in modo collaborativo dei problemi, conosciuto anche come problem based learning, contestualizzandoli nel mondo reale. Tale ambiente di apprendimento viene così ad agire all'interno delle tre dimensioni del formale/informale/non formale attraverso l'uso dei social software e i contatti problem-based con la società e il concetto di comunità di pratica.

## Il Blog come strumento di una comunità professionale
Il Blog può rivelarsi un efficace strumento di supporto a forme di apprendimento collaborativo e cooperativo, amplificando spazi e tempi per attività in cui è possibile imparare dagli altri e con gli altri in maniera consapevole e intenzionale secondo diversi livelli di complessità: dalla semplice condivisione e collezione di informazioni, idee e risorse, a forme di collaborazione e azione collettiva che richiedono ai soggetti di ripensare e modificare i propri comportamenti per sincronizzarsi con persone che stanno cambiando il loro. Si vengono così a creare processi autoregolativi fondati sul confronto intersoggettivo e presidiati da esperti blogger, in grado di dare più facilmente voce e ascolto a pensieri ed emozioni dei singoli utenti, tenere traccia delle interazioni di gruppo, e dei processi virtuosi che conducono al raggiungimento di un obiettivo condiviso.

## Forme emergenti di apprendimento informale
Si possono individuare tre tipologie di forme emergenti di apprendimento informale:
- il Liquid learnig: un apprendimento dalla forma liquida, soggetto ad evoluzioni continue date dal confronto con opinioni messe a disposizione dagli altri. Supportate dalla rete le persone utilizzano un'intelligenza fluida per generare nuove idee e propagarle in modo riflessivo.
- il Parasitic learnig: indica lo scambio gratuito di risorse, richiamando tutte quelle forme di apprendimento che si verificano attingendo a risorse messe a disposizione da altri soggetti, generalmente inconsapevoli di aver attribuito a generare apprendimento, e soprattutto ignari dell'identità del beneficiario.
- Il Serendipic learning: riguarda tutte le forme di apprendimento risultato di incontri casuali e inattesi con risorse o utenti del web. Il blog si qualifica sempre più come uno spazio di testimonianza, di documentazione di un processo che si è concluso e realizzato "altrove",  di confronto su un pensiero già abbastanza maturo ed autonomo per essere condiviso dal suo proprietario nel web.

## Le Comunità Professionali nei servizi per il territorio
Tale comunità è una modalità di realizzazione di servizi rivolti al territorio, da forme di accompagnamento esterne, a soluzioni innovative che propongano un investimento diretto sulle figure ritenute snodo centrale per l'attuazione, consegnando loro direttamente lo strumento della comunità professionale di auto-aiuto, di elaborazione e di promozione della funzione e dei compiti ad essa connessi, in ragione di un obiettivo di garanzia per i risultati dell'attuazione. Un esempio è la comunità professionale dei responsabili e operatori dei Servizi per l'Impiego.

## Le Comunità Professionali dei docenti
La Comunità professionale dei docenti è nella scuola, e valorizza la libertà, l'iniziativa, e la collaborazione di tutti, riconoscendo al proprio interno differenti capacità, sensibilità e competenze, composte sinergicamente, negoziando in modo proficuo diversità e conflitti per costruire un progetto di scuola partendo dalle Indicazioni nazionali. Le community dei docenti possono essere legate a temi specifici come gemellaggi e lingua straniera, utilizzo delle Itc nella didattica, disagio, integrazione scolastica ed handicap, il bullismo... Le Comunità Professionali dei Docenti, attraverso un importante lavoro collaborativo, si occupano della crescita professionale del personale scolastico attivando una serie di strategie utili ad un cambiamento dinamico della scuola in funzione del proprio miglioramento. Il concetto di comunità è alla base di un possibile successo di Comunità Professionale le cui fasi di attività  trovano il proprio fondamento, su un'attenta riflessione comunitaria e sul proprio apporto competente sui quali si realizza la crescita individuale e della stessa Comunità. È importante che tra i partecipanti vi sia una visione condivisa, non necessariamente preesistente, ma alla quale si può pervenire, sia attraverso argomentazioni personali e i necessari dibattiti, che con un obiettivo comune da raggiungere. La prospettiva della comunità di pratica, inoltre, coinvolge la scuola internamente, esternamente, e life long

## Comunità Professionali dei Docenti. Risultati e attese
I risultati ai quali si può pervenire attraverso una partecipazione attiva, competente e collaborativa in una Comunità Professionale, sono migliorativi in tutte le componenti del mondo dell'istruzione, dotandosi i Docenti di appropriati canali informativi essi acquisiscono migliori capacità, motivazione e metodologie didattiche più aggiornate ed al passo con le dinamiche sociali. Gli effetti di tale valore aggiunto alla professionalità degli insegnanti, hanno la loro ricaduta sugli studenti che ne godono dei risultati nella formazione.

## La Comunità Professionale Agricola e Ambientale
È una comunità di professionisti operanti nel settore agricolo e nella cura dell'ambiente. L'obiettivo della formazione in questa comunità è di creare figure che intervengono sia nei processi produttivi dell'agricoltura sostenibile, che nella salvaguardia degli ambienti rurali. Un esempio sono le comunità professionali di Veneto Agricoltura Archiviato il 3 agosto 2012 in Internet Archive..

## Le Comunità Professionali dei Medici
Il loro obiettivo è di generare un confronto, sia tra esperienze professionali, che di conoscenze, e di rappresentare nelle opportune sedi istituzionali, problemi tecnici e suggerimenti, organizzare progetti formativi innovativi per gli iscritti, promuovere attivamente progetti di ricerca, garantire rappresentatività ai soci, di coinvolgere gli Enti di riferimento, e di farsi garante del raggiungimento nelle singole strutture di standard sanitari. Un esempio è la comunità professionale dei medici U.P.I.P.A.

## L'apprendimento cooperativo
La principale risorsa di una comunità professionale è l'apprendimento cooperativo, ovvero, un tipo di apprendimento nel quale un gruppo di persone lavora insieme per migliorare reciprocamente il proprio apprendimento. A differenza dell'apprendimento competitivo e di quello individualistico, l'apprendimento cooperativo può essere applicato ad ogni compito, ad ogni materia e per ogni curricolo. La comunità favorisce la motivazione intrinseca, l'impegno, il ragionamento e il pensiero critico, il benessere psicologico, relazioni interpersonali costruttive e positive.  L'apprendimento cooperativo si fonda su cinque elementi essenziali: 
- Interdipendenza positiva : è una struttura che vincola i membri di un gruppo al raggiungimento di uno scopo, la cui collaborazione reciproca diviene determinante per raggiungere l'obiettivo.
- Interazione diretta costruttiva : che si riferisce ai comportamenti con cui i membri del gruppo mostrano interesse nel raggiungimento dello scopo.
- Abilità sociali : come la comunicazione, le funzioni di guida e le strategie di soluzione positiva e costruttiva dei problemi, sono fondamentali per una corresponsabilità ed una collaborazione efficace
- Responsabilità individuale : deve essere mantenuta anche se l'obiettivo del gruppo è unico.
- La valutazione individuale e/o di gruppo : un chiaro messaggio che il gruppo non sostituisce l'individuo, ma lo aiuta a far meglio e a raggiungere mete il cui il singolo studente, da solo, non potrebbe mai arrivare.